# الذين يتمنون لي الموت
أولئك الذين يتمنون لي الموت (بالإنجليزية: Those Who Wish Me Dead) فيلم حركة أمريكي من نوع أفلام الغرب الأمريكي الجديد من إخراج تايلور شيريدان، وسيناريو وتأليف مايكل كوريتا وتشارلز ليفيت وشيريدان، استنادًا إلى رواية كوريتا التي تحمل نفس العنوان. الفيلم من بطولة أنجلينا جولي ونيكولاس هولت وتايلر بيري. تقرر إصداره في عام 2021.

## طاقم التمثيل
- أنجلينا جولي: في دور هانا فابر

- توري كيتليس: في دور ريان

- لورا مارتينيز: في دور تينا

- فين ليتل: في دور كونور

- ديلان كبنين: في دور جاستن

- هاورد فيرجسون جونيور: في دور فيك

- مات ميدرانو: في دور المرشال فرانكس

- صوفيا إمبيد: في دور السيدة السائقة

- ستيفاني هيل: في دور مديرة المطعم

- جاكوب براوني: في دور مارشال

بالاشتراك مع:
- نيكولاس هولت، تايلر بيري، جون بيرثال، ايدان جيلين، جيك ويبر، جيمس جوردان.[9]

## أحداث الفيلم
جيس ويلسون، البالغ من العمر ثلاثة عشر عامًا، هو طفل هادئ يهتم فقط بالتوافق مع أقرانه. يشهد جيس جريمة قتل على يد الأخوين بلاكويل المذهلين، قتلة بعيون زرقاء شاحبة وأنماط كلام آلية. حماية الشهود غير واردة، فالأشرار لديهم مخبرين في الداخل. يقرر والدا جيس إبعاده عن الشبكة عن طريق إخفائه في جبال مونتانا مع إيثان وأليسون سربين، وهما زوجان يديران تدريبات البقاء على قيد الحياة في البرية للشباب المضطرب. لحمايته بشكل أكبر، ينتحل جيس اسم جديد، هو كونور رينولدز، ولا يعرف الصرب حتى أي من الأولاد الستة الذين أنضم جيس البهم في مجموعتهم التدريبية.
حتى مع هذه الاحتياطات، فإن بلاكويلز ليست بعيدة عن الركب. سيفعلون أي شيء مثل: التعذيب، الحرق العمد، القتل، للعثور عليه. يدرك جيس أنهم على وشك الاقتراب، ويأخذ استراحة في الحياة البرية، باستخدام تدريب البقاء على قيد الحياة الذي تلقاه من إيثان. يحدث حريق مستعر في الغابة خارج نطاق السيطرة. تظهر هانا فابر الإطفائية سابقة ومراقِبة في برج حريق مهجور، ويطاردها شبح صبي صغير لم تستطع إنقاذه، ولذلك عندما يظهر جيس في برجها، تتعهد بأنها لن تفقد صبيًا آخر في رعايتها.

## الإنتاج
أُعلن في يناير 2019 أن أنجلينا جولي ستشارك في الفيلم، مع كتابة وإخراج تايلور شيريدان. بحلول شهر أبريل، كان نيكولاس هولت، وتايلر بيري، وجون بيرثال، وأيدن جيلن من بين الممثلين الجدد الذين انضموا إلى الفيلم.
بدأ التصوير في مايو 2019، في نيو مكسيكو، وانتهى الإنتاج في يوليو 2019، كما تم الإعلان عن تمثيل جيمس جوردان في الفيلم في أغسطس 2019.
كتب موسيقى الفيلم براين تايلر.

## روابط خارجية
- أولئك الذين يتمنون لي الموت على موقع IMDb (الإنجليزية)
- أولئك الذين يتمنون لي الموت على موقع ميتاكريتيك (الإنجليزية)
- أولئك الذين يتمنون لي الموت على موقع روتن توميتوز (الإنجليزية)
- أولئك الذين يتمنون لي الموت على موقع قاعدة بيانات الأفلام العربية
- أولئك الذين يتمنون لي الموت على موقع ألو سيني (الفرنسية)
- أولئك الذين يتمنون لي الموت على موقع أول موفي (الإنجليزية)
- أولئك الذين يتمنون لي الموت على موقع فيلمافينيتي (الإسبانية)
- أولئك الذين يتمنون لي الموت على موقع قاعدة بيانات الفيلم (الإنجليزية)
- أولئك الذين يتمنون لي الموت على موقع ليتربوكسد (الإنجليزية)
- أولئك الذين يتمنون لي الموت على موقع كينوبويسك (الروسية)